# U.S. Route 12 (Idaho)
La U.S. Route 12 o Ruta Federal 12 (abreviada US 12) es una autopista federal ubicada en el estado de Idaho. La autopista inicia en el oeste desde la Frontera con Washington en Lewiston hacia el este en la Frontera con Montana en Lolo Pass. La autopista tiene una longitud de 280,4 km (174.21 mi).

## Mantenimiento
Al igual que las carreteras estatales, las carreteras interestatales, y el resto de rutas federales, la U.S. Route 12 es administrada y mantenida por el Departamento de Transporte de Idaho por sus siglas en inglés ITD.

## Cruces
La U.S. Route 12 es atravesada principalmente por la US 95     en Lewiston.